# Elena Beccalli
Elena Beccalli (* 25. Juli 1973 in Monza) ist eine italienische Wirtschaftswissenschaftlerin und seit 2024 erste Rektorin der Katholischen Universität vom Heiligen Herzen (italienisch Università Cattolica del Sacro Cuore).

## Leben
Elena Beccalli studierte Wirtschaftswissenschaften an der Università Cattolica del Sacro Cuore, Mailand, und war nach Forschungstätigkeiten an der Università Cattolica del Sacro Cuore, Mailand, von 2005 bis 2009 außerordentliche Professorin und dann bestätigte außerordentliche Professorin für Ökonomie der Finanzwissenschaften an der Fakultät für Wirtschaftswissenschaften an der Universität Macerata mit Lehr- und Forschungstätigkeiten in den Bereichen Ökonomie der Wertpapiermärkte, Ökonomie des Bankwesens und der Finanzinstrumente, Aktienmärkte, Ökonomie der Finanzintermediäre. Von 2005 bis 2007 war sie Prodekanin an der Fakultät für Wirtschaftswissenschaften der Universität Macerata. 2009 wurde sie außerordentliche Professorin für Wirtschaft der Finanzintermediäre an der Fakultät für Bank-, Finanz- und Versicherungswesen der Università Cattolica del Sacro Cuore, Mailand. Seit 2014 ist die ordentliche Professorin für Ökonomie der Finanzintermediäre, Fakultät für Bank-, Finanz- und Versicherungswesen, Università Cattolica del Sacro Cuore Mailand, und ist insbesondere tätig in den Bereichen Portfoliomanagement, Bankmanagement, Management von Investitionsrisiken, vergleichende Finanzsysteme, Finanzintermediation, EU-Finanzsysteme und Bankmanagement.
Seit 2014 ist sie Dekanin der Fakultät für Bank-, Finanz- und Versicherungswissenschaften und engagierte sich insbesondere für Nachhaltigkeit, Ethik und Inklusivität.
Sie war Tutorin, Dozentin und Gastprofessorin am Centre for Analysis of Risk and Regulation an der London School of Economics, am Centre for Responsible Banking & Finance an der University of St Andrews und am Singapore Institute of Management (SIM) und am China Center for Economic Research der Peking-Universität.
Sie ist zudem Direktorin des Cooperative Banking Research Center an der Università Cattolica del Sacro Cuore. Sie ist Mitglied des wissenschaftlichen Ausschusses des Monetary Analysis Laboratory sowie des Lenkungsausschusses des Research Center on Cooperation and Nonprofit, des Research Center for Financial Education und des Center for Applied Economics Studies. Sie ist Mitglied des Lenkungsausschusses des PhD-Studiums in Wirtschaft und Finanzen an der Università Cattolica del Sacro Cuore. Sie ist auch Mitglied des wissenschaftlichen Ausschusses des National Interest PhD in Blockchain und Distributed Ledger Technology. Sie leitet den Masterstudiengang in Kreditrisikomanagement (CRERIM). Sie ist Mitherausgeberin des Journal of Financial Management, Markets, and Institutions.
Beccalli war unter anderem Direktorin des Forschungszentrums für Genossenschaftskredite der Katholischen Universität, Präsidentin der italienischen Sektion der Europäischen Vereinigung für Bank- und Finanzrecht (Association européenne pour le droit bancaire et financier AEDBF). Vormals war sie Vorstandsmitglied der Italienischen Akademie für Betriebswirtschaft (AIDEA) und Co-Präsidentin der European Financial Management Association (EFMA).
Sie ist Mitglied des Wissenschaftlichen Beirats der päpstlichen Denkfabrik Stiftung Centesimus Annus Pro Pontifice. Sie ist Mitglied der Expertengruppe für sozial verantwortliche Investitionen der Conferenza Episcopale Italiana (CEI). Sie koordinierte die Arbeiten am Dokument Oeconomicae et pecuniariae quaestiones, das von der Università Cattolica del Sacro Cuore zusammen mit der Erzbistum Mailand gefördert wurde. Sie war leitende Expertin des Finance and Humanity Village im Rahmen von The Economy of Francesc. Sie war auch an der Ausarbeitung des Dokuments Mensuram Bonam beteiligt.
Sie war Direktorin und Vorsitzende des Risikoausschusses und Vorsitzende des Überwachungs- und Kontrollausschusses der Credito Valtellinese S.p.A. Seit 2021 ist sie Mitglied des Verwaltungsrats der BPER Banca S.p.A., wo sie von 2021 bis April 2024 als Vorsitzender des Ausschusses für verbundene Parteien und Mitglied des Kontroll- und Risikoausschusses fungierte.
Im Juni 2024 wurde sie vom Verwaltungsrat der Universität für die Amtszeit 2024 bis 2028 ernannt, nachdem sie die Zustimmung von 636 von 685 wählenden Dozenten (93 % der Stimmen) erhalten hatte, die sich für ihre Kandidatur ausgesprochen hatten. Sie folgt Franco Anelli im Rektoratsamt und ist die erste Frau an der Spitze der von Franziskanerpater und Mediziner Agostino Gemelli 1919 gegründeten Privatuniversität Università Cattolica del Sacro Cuore . Am 1. November 2024 berief sie Papst Franziskus zudem zur Konsultorin des Dikasteriums für die Kultur und die Bildung.

## Wirken
Ihr wissenschaftliches Interesse gilt in erster Linie dem Bankensektor, den sie aus der Perspektive der Industrieorganisation analysiert, wobei sie den Themen Technologie, Effizienz, Zusammenarbeit und finanzielle Biodiversität besondere Aufmerksamkeit widmet. In den letzten Jahren haben sich ihre Studien auf Fragen der Ethik und Inklusion, der Nachhaltigkeit, der künstlichen Intelligenz und der weiblichen Führung konzentriert.

## Schriften
- IT and European Bank Performance, Springer Palgrave Macmillan 2007, ISBN 978-0-230-00694-2
- mit Federica Poli: Bank Risk, Governance and Regulation, Springer 2015, ISBN 978-1-137-53093-6
- mit Frederica Poli: Lending, Investments and the Financial Crisis, Springer 2015, ISBN 978-1-137-53100-1
- Principles of banking and finance, Vita e Pensiero 2022, ISBN 978-88-343-5090-4